# Bruno Fernando
Bruno Afonso David Fernando (Luanda, 15 de agosto de 1998) é um jogador angolano de basquete profissional que atualmente joga no Toronto Raptors da National Basketball Association (NBA).
Ele jogou basquete universitário no Maryland Terrapins e foi selecionado pelo Philadelphia 76ers como a 34ª escolha geral no draft da NBA de 2019.
Fernando é o primeiro jogador da NBA de Angola.

## Carreira no ensino médio
Natural de Luanda, Angola, Bruno Fernando começou a jogar basquete em sua cidade natal.
Enquanto jogava o Campeonato Mundial Sub-17 de 2014 com a seleção angolana, ele chamou a atenção de olheiros dos EUA. No início de 2015, ele ingressou na Academia Montverde em Montverde, Flórida. Ele se comprometeu com a Southern Methodist University em abril de 2016 mas decidiu no mês seguinte se reclassificar para a turma de 2017. Ele passou a temporada de 2016-17 na IMG Academy, em Bradenton, Flórida.
Em outubro de 2016, Bruno Fernando se comprometeu com a Universidade de Maryland, depois de considerar também Auburn, Alabama e Florida State.

## Carreira universitária
Em 10 de novembro de 2017, Fernando estreou em Maryland e registrou dez pontos, dois rebotes, uma assistência, um bloqueio e um roubo de bola em 13 minutos contra Stony Brook.
Em 8 de janeiro de 2018, ele foi nomeado o Novato da Semana da Big Ten após registrar 17 pontos e 11 rebotes contra Penn State e 21 pontos em uma vitória por 91-73 contra Iowa.
Ele teve uma forte temporada de calouro com médias de 10,3 pontos, 6,5 rebotes e 1,2 bloqueios. Após a temporada, Fernando se declarou para o draft da NBA de 2018 e participou do Draft Combine naquele ano, mas se retirou do draft e voltou para Maryland.
Em sua última temporada universitária, ele jogou em 34 jogos e teve médias de 13.6 pontos, 10.6 rebotes e 1.9 bloqueios.

## Carreira profissional

### Atlanta Hawks (2019–2021)
Fernando foi selecionado pelo Philadelphia 76ers como a 34ª escolha geral no draft da NBA de 2019. Ele foi o primeiro jogador angolano a ser selecionado no draft da NBA. Ele foi trocado com o Atlanta Hawks. Em 7 de julho de 2019, os Hawks anunciaram que assinaram um contrato de 3 anos e US$4.7 milhões com Fernando.
Em 24 de outubro de 2019, Fernando estreou-se na NBA, saindo do banco em na vitória por 117-100 sobre o Detroit Pistons e registrando sete pontos, três rebotes e duas assistências.
Em 25 de novembro, Fernando foi encaminhado para a equipa afiliada dos Hawks na G-League, o College Park Skyhawks, e fez a sua estreia na G-League nessa mesma noite.
Ele perdeu vários jogos em janeiro de 2020 devido à morte de sua mãe.

### Boston Celtics (2021–2022)
Em 7 de agosto de 2021, Fernando foi negociado com o Boston Celtics em uma troca de três times que também envolveu o Sacramento Kings.

### Houston Rockets (2022–2023)
Em 10 de fevereiro de 2022, o Houston Rockets adquiriu Fernando, Enes Freedom e Dennis Schröder do Boston Celtics em troca de Daniel Theis.
Em 26 de julho de 2022, Fernando voltou a assinar com o Rockets em um acordo de mão dupla. Em 2 de outubro, os Rockets converteram seu contrato bilateral em um contrato de US$ 10,9 milhões por quatro anos. Em 19 de outubro, ele estreou no time com sete pontos, nove rebotes e sete assistências na derrota por 117-107 para o Atlanta Hawks.

### Retorno a Atlanta (2023–2024)
Em 9 de fevereiro de 2023, Fernando e Garrison Mathews foram negociados com o Atlanta Hawks em troca de Justin Holiday, Frank Kaminsky e 2 futuras escolhas de draft de segunda rodada.
Em 30 de julho de 2024, ele foi dispensado pelos Hawks.

### Toronto Raptors (2024–Presente)
Em 4 de agosto de 2024, Fernando assinou com o Toronto Raptors. Em 19 de outubro de 2024, ele permaneceu no elenco dos Raptors quando o time reduziu o número de jogadores para 18.

## Carreira na seleção
Participando no Campeonato Mundial de Sub-17 de 2014 em Dubai, ele teve médias de 9,1 pontos, 10,6 rebotes e 2,7 bloqueios.
Com média de 18,3 pontos, 6,6 rebotes, 2,1 assistências e 1,6 bloqueios, ele levou Angola ao ouro no Campeonato Africano Sub-18 de 2016 e recebeu o Prêmio de Melhor Jogador.
Em 2016, Bruno Fernando estreou-se na Seleção Angolana principal e participou do Torneio de Qualificação Olímpica em Belgrado.Ele não jogou pelo seu país por quatro anos, até retornar em agosto de 2022 para as eliminatórias da Copa do Mundo.

## Estatísticas da carreira

### NBA

#### Temporada regular
| Ano      | Equipe   | PJ  | PT | MPJ  | AP   | 3P    | LL   | RT  | AS  | BR | TO  | PPJ |
| -------- | -------- | --- | -- | ---- | ---- | ----- | ---- | --- | --- | -- | --- | --- |
| 2019–20  | Atlanta  | 56  | 13 | 12.7 | .518 | .135  | .569 | 3.5 | .9  | .3 | .3  | 4.3 |
| 2020–21  | Atlanta  | 33  | 0  | 6.8  | .409 | .000  | .682 | 2.4 | .3  | .1 | .1  | 1.5 |
| 2021–22  | Boston   | 20  | 0  | 2.9  | .500 | 1.000 | .800 | .8  | .2  | .0 | .2  | 1.0 |
| 2021–22  | Houston  | 10  | 0  | 9.4  | .707 | .000  | .579 | 4.0 | .3  | .1 | .8  | 6.9 |
| 2022–23  | Houston  | 31  | 4  | 11.7 | .516 | .000  | .682 | 3.9 | 1.0 | .2 | 1.0 | 4.1 |
| 2022–23  | Atlanta  | 8   | 0  | 5.2  | .579 | .000  | .833 | 1.9 | .1  | .0 | .4  | 3.4 |
| 2023–24  | Atlanta  | 45  | 2  | 15.2 | .583 | .000  | .667 | 4.3 | 1.0 | .6 | .6  | 6.3 |
| Carreira | Carreira | 203 | 19 | 9.1  | .544 | .162  | .687 | 2.9 | .5  | .1 | .4  | 3.9 |

#### Play-In
| Ano  | Equipe  | PJ | PT | MPJ  | AP   | 3P | LL    | RT  | AS  | BR | TO | PPJ |
| ---- | ------- | -- | -- | ---- | ---- | -- | ----- | --- | --- | -- | -- | --- |
| 2024 | Atlanta | 1  | 0  | 10.5 | .667 | —  | 1.000 | 1.0 | 1.0 | .0 | .0 | 5.0 |

#### Playoffs
| Ano  | Equipe  | PJ | PT | MPJ | AP   | 3P | LL    | RT | AS  | BR  | TO  | PPJ |
| ---- | ------- | -- | -- | --- | ---- | -- | ----- | -- | --- | --- | --- | --- |
| 2021 | Atlanta | 6  | 0  | 2.0 | .667 | —  | 1.000 | .2 | 0.0 | 0.0 | 0.0 | 1.0 |

### Universitário
| Ano      | Equipe   | PJ | PT | MPJ  | AP   | 3P   | LL   | RT   | AS  | BR | TO  | PPJ  |
| -------- | -------- | -- | -- | ---- | ---- | ---- | ---- | ---- | --- | -- | --- | ---- |
| 2017–18  | Maryland | 30 | 20 | 22.4 | .578 | .333 | .740 | 6.6  | .7  | .4 | 1.2 | 10.3 |
| 2018–19  | Maryland | 34 | 33 | 30.0 | .607 | .300 | .779 | 10.6 | 2.0 | .6 | 1.9 | 13.6 |
| Carreira | Carreira | 64 | 53 | 26.2 | .592 | .316 | .759 | 8.6  | 1.3 | .5 | 1.5 | 11.9 |

Fonte: